# Championnat d'Europe féminin de volley-ball des petits États 2004
Navigation
Luxembourg 2002 Écosse 2007
La phase finale du 3e championnat d'Europe de volley-ball féminin des petits états a eu lieu du 10 juin au 12 juin 2004 au Liechtenstein.

## Équipes présentes
| - Liechtenstein - Écosse - Chypre - Irlande | - Îles Féroé - Islande - Groenland - Luxembourg |

## Phase de poules
| Groupe A                                | Groupe B                                                     |
| --------------------------------------- | ------------------------------------------------------------ |
| site : Irlande Groenland Islande Écosse | site : Luxembourg Chypre Îles Féroé Luxembourg Liechtenstein |

### Groupe A
| # | Équipe    | Pts | J | G | P | Sp | Sc | Ratio | Pp  | Pc  | Ratio |
| - | --------- | --- | - | - | - | -- | -- | ----- | --- | --- | ----- |
| 1 | Écosse    | 6   | 3 | 3 | 0 | 9  | 3  | 3     | 260 | 227 | 1.145 |
| 2 | Irlande   | 5   | 3 | 2 | 1 | 8  | 3  | 2.667 | 245 | 190 | 1.289 |
| 3 | Groenland | 4   | 3 | 1 | 2 | 3  | 8  | 0.375 | 184 | 256 | 0.719 |
| 4 | Islande   | 3   | 3 | 0 | 3 | 3  | 9  | 0.333 | 252 | 268 | 0.94  |

### Groupe B
| # | Équipe        | Pts | J | G | P | Sp | Sc | Ratio | Pp  | Pc  | Ratio |
| - | ------------- | --- | - | - | - | -- | -- | ----- | --- | --- | ----- |
| 1 | Luxembourg    | 6   | 3 | 3 | 0 | 9  | 4  | 2.25  | 293 | 245 | 1.196 |
| 2 | Chypre        | 5   | 3 | 2 | 1 | 8  | 3  | 2.667 | 244 | 205 | 1.19  |
| 3 | Liechtenstein | 4   | 3 | 1 | 2 | 3  | 8  | 0.375 | 195 | 257 | 0.759 |
| 4 | Îles Féroé    | 3   | 3 | 0 | 3 | 4  | 9  | 0.444 | 273 | 298 | 0.916 |

## Phase finale

### Équipes présentes
| - Liechtenstein (Organisateur) - Écosse (1er groupe A) - Irlande (2e groupe A) - Luxembourg (1er groupe B) - Chypre (2e groupe B) |

### Classement
| # | Équipe        | Pts | J | G | P | Sp | Sc | Ratio | Pp  | Pc  | Ratio |
| - | ------------- | --- | - | - | - | -- | -- | ----- | --- | --- | ----- |
| 1 | Chypre        | 8   | 4 | 4 | 0 | 12 | 0  | MAX   | 302 | 208 | 1.452 |
| 2 | Luxembourg    | 7   | 4 | 3 | 1 | 9  | 4  | 2.25  | 300 | 278 | 1.079 |
| 3 | Liechtenstein | 6   | 4 | 2 | 2 | 6  | 8  | 0.75  | 283 | 312 | 0.907 |
| 4 | Écosse        | 5   | 4 | 1 | 3 | 5  | 10 | 0.5   | 319 | 340 | 0.938 |
| 5 | Irlande       | 4   | 4 | 0 | 4 | 2  | 12 | 0.167 | 277 | 343 | 0.808 |

## Classement final
| Place              | Équipe        |
| ------------------ | ------------- |
| Médaille d'or      | Chypre        |
| Médaille d'argent  | Luxembourg    |
| Médaille de bronze | Liechtenstein |
| 4                  | Écosse        |
| 5                  | Irlande       |
| 6                  | Groenland     |
| 7                  | Îles Féroé    |
| 8                  | Islande       |